# Windache
Die Windache ist ein 13,4 km langer rechter Zufluss der Ötztaler Ache in den Stubaier Alpen in Tirol.
Sie entspringt dem Östlichen Scheiblehnferner unterhalb der Schwarzen Wand am Alpenhauptkamm. Der Bach wird von mehreren Gletschern gespeist und fließt in nordwestlicher bis westlicher Richtung durch das Windachtal, das im Bereich der Windachalm nur sanft abfällt. Unterhalb am Talausgang überwindet die Windache eine Steilstufe, die sie in einer engen Schlucht durchfließt. Bei Windau südlich von Sölden mündet sie in die Ötztaler Ache.
Die Windache entwässert ein natürliches Einzugsgebiet von 47,9 km². Davon sind 5,99 km² (13 %) vergletschert. Der höchste Punkt im Einzugsgebiet ist das Zuckerhütl mit 3507 m ü. A.
Der ökologische Gesamtzustand wird im Unterlauf als gut, im Oberlauf als sehr gut bewertet. Bis auf die untersten 500 Meter liegt der gesamte Lauf im Ruhegebiet Stubaier Alpen.